# Las Widok w Raciborzu

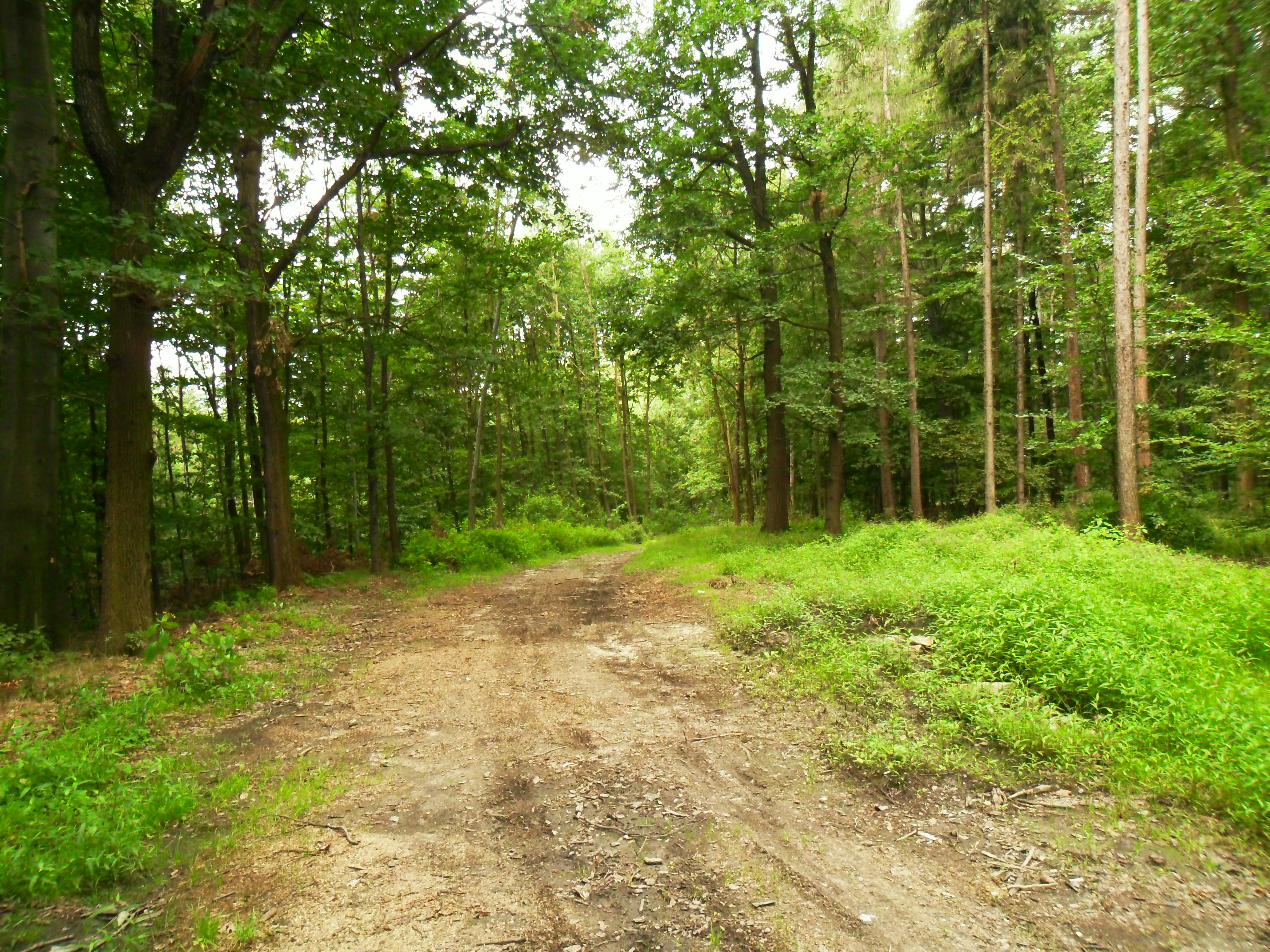
Jedna ze ścieżek w lesie Widok

Las Widok – las znajdujący się we wschodniej części Raciborza oraz zachodniej części gminy Kornowac.

## Geografia
Las Widok położony jest we wschodniej części Raciborza i zachodniej części gminy Kornowac. Zajmuje powierzchnię 91,9 ha, w tym na terenie miasta 77,6 ha i gminy 14,3 ha.

## Historia

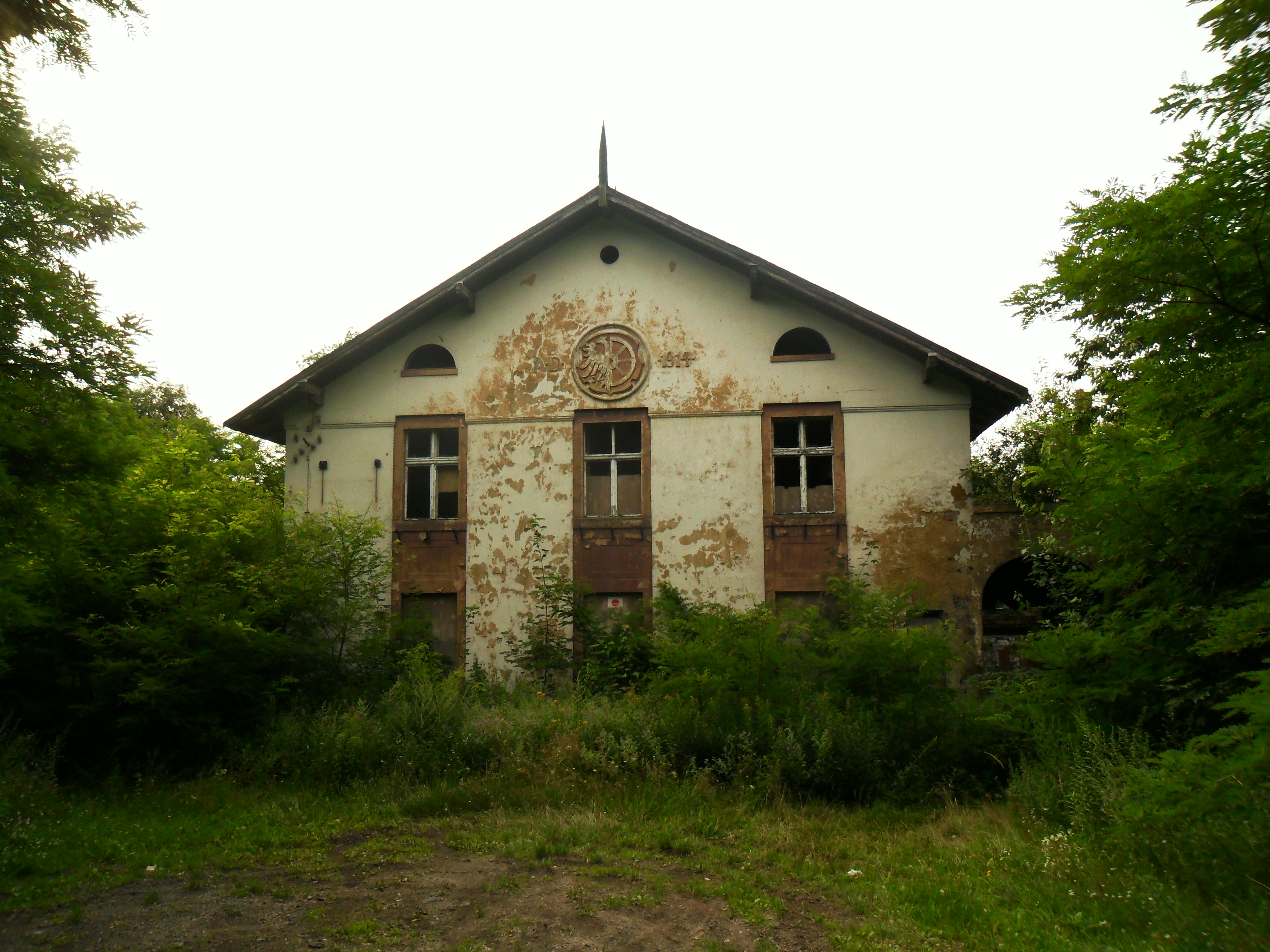
Budynek dawnej restauracji

W 1290 r. książę Przemysł podarował miastu lasy łęgowe rozpościerające się od Brzezia aż po Odrę. Po wojnie siedmioletniej (1756–1763) w celu pokrycia długów wojennych wyrąbano z lasu znaczną ilość drzew. W 1770 roku kupiec szczeciński nabył za 100 000 talarów 1 500 pni dębowych pochodzących z tego lasu. W 1826 roku miasto postanowiło obsadzić ok. 25 ha ziemi niskiej jakości drzewami. Koszt przedsięwzięcia wyniósł 520 talarów. Miejsce to nazywane było wzgórzem dębowym (niem. Eichberg). Miasto kontynuowało akcję nasadzeń nowych drzew tak, że najwyższe wzgórze w okolicy (281 m n.p.m.) zostało całkowicie zalesione. W latach 30. XX wieku w rękach magistratu były obszary leśne znajdujące się w Brzeziu o łącznej powierzchni 162,5 ha.
Sam szczyt nie został obsadzony drzewami i był miejsce wycieczek mieszkańców miasta w celu obserwowania okolicy. Właśnie dlatego wzgórze to otrzymało nazwę Widok (niem. Aussicht). W 1880 roku postawiono na szczycie wieżę widokową o wysokości 18 m. Na jej budowę wykorzystano 20 grubych i 50 cienkich pni. 18 września 1880 roku dokonano uroczystego otwarcia budowli. Z wieży widokowej można było podziwiać na południu Radhošť (1129 m n.p.m.), Veľki Krivaň (1709 m n.p.m.), Czantorię (995 m n.p.m.), Równicę (885 m n.p.m.), Baranią Górę (1220 m n.p.m.), na północy Górę Św. Anny (408 m n.p.m.). W 1890 roku powstała promenada, która połączyła szczyt z Płonią. Około tego roku na szczycie zbudowano restaurację Aussichts-Restaurant.

## Joseph von Eichendorff

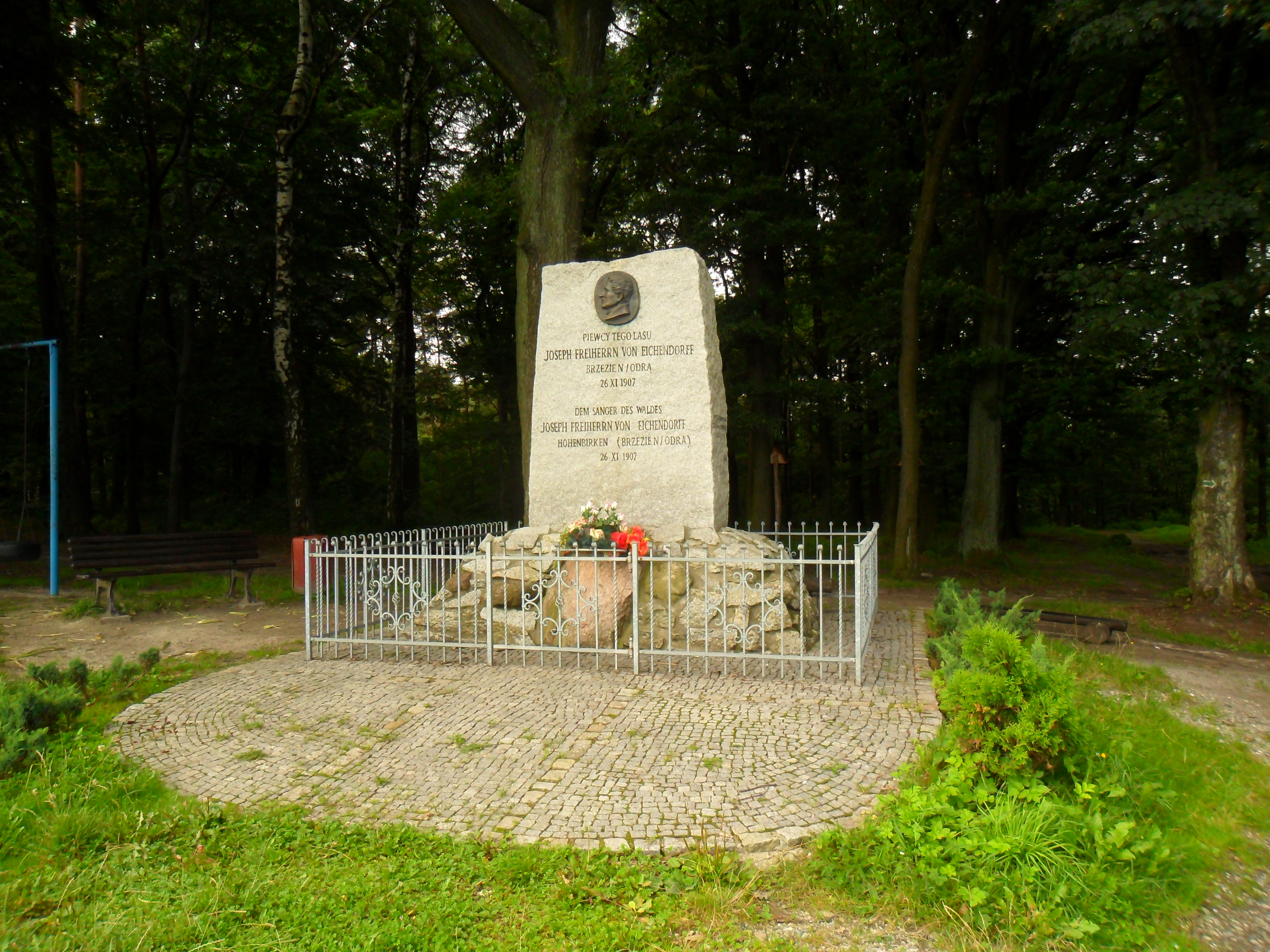
Pomnik Eichendorffa

Las związany jest także z niemieckim poetą Josephem von Eichendorffem. Podobno było to miejsce, po którym spacerował ze swoją narzeczoną, Aloysią von Larisch, córką pana na Pogrzebieniu.
W 1907 roku pan Piegsa, kierownik szkoły w Brzeziu stał się inicjatorem powstania w lesie pomnika, który uczciłby wielkiego poetę. Jesienią tego roku głaz narzutowy znajdujący się pierwotnie niedaleko domu Jana Łatki w Pogrzebieniu przetransportowano na skraj lasu. Ważył on 21 ton. Został na nim wykuty napis Dem Sänger des Waldes Joseph Freiherrn von Eichendorff – Hohenbriken 26.XI.1907 (pol.  Piewcy lasu – baronowi Josephowi von Eichendorffowi, Brzezie 26 XI 1907). 26 listopada 1907 roku pomnik został uroczyście odsłonięty. W 1922 roku teren ten znalazł się w państwie polskim i chciano pomnik usunąć. Jednak plan nie mógł zostać zrealizowany, gdyż teren należał do miasta Racibórz. Ostatecznie pomnik został wysadzony jesienią 1945 roku przez nieznanych sprawców. Pomnik został odtworzony, a jego uroczyste odsłonięcie nastąpiło 6 maja 2006 roku.

## Przyroda
Las Widok jest obszarem, na którym widoczna jest gospodarka leśna. Obszar leśny w większości obejmuje drzewostany sosnowe. Wśród unikatowych roślin można wymienić: lilia złotogłów, skrzyp olbrzymi, zimowit jesienny.

## Rekreacja

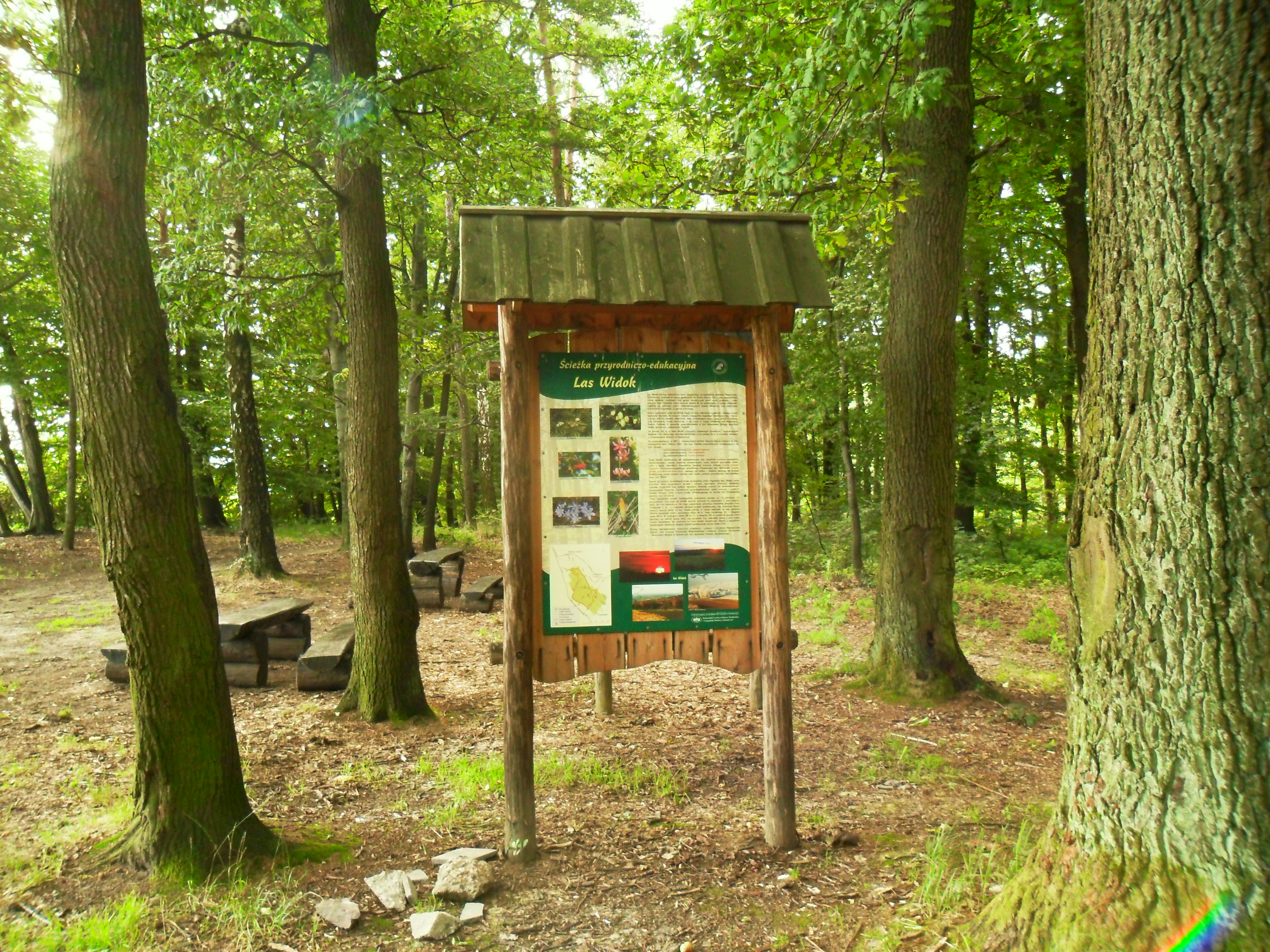
Tablica informacyjna

Las stanowi miejsce do rekreacji dla mieszkańców Raciborza i gminy Kornowac. Na terenie obszaru leśnego znajduje się ścieżka przyrodniczo-edukacyjna. Podstawowa trasa ma długość 3,8 km, natomiast rozszerzona o dodatkowe trasy 5 km. Na całym jej odcinku znajduje się 13 tablic, które opisują dziedzictwo przyrodnicze, kulturalno-przyrodnicze i historyczne.